# Bosnien
Cet article concerne la langue bosnienne dite aussi langue bosniaque. Pour les articles homonymes, voir Bosnien (homonymie). Pour l'ethnonyme Bosniaque, voir Bosniaques.
Pour les articles homonymes, voir Bosniaque.
Le bosnien (bosanski jezik), parfois appelé bosniaque (bošnjački jezik), est l’une des variétés standard de la langue appelée « serbo-croate » par certains linguistes, et par d’autres – « diasystème slave du centre-sud », štokavski jezik « langue chtokavienne », standardni novoštokavski « néochtokavien standard » ou BCMS (bosnien-croate-monténégrin-serbe).
Du point de vue de la sociolinguistique, le BCMS est une langue Abstand, c’est-à-dire une langue du point de vue de la linguistique comparée aussi, commune aux Bosniaques, aux Croates, aux Serbes et aux Monténégrins, ayant pour base son dialecte chtokavien. Du même point de vue sociolinguistique, le bosnien, le croate, le serbe et le monténégrin sont des langues Ausbau, c’est-à-dire des langues seulement de ce point de vue, chacune avec son propre standard, sans être des langues à part du point de vue de la linguistique comparée.
La standardisation a commencé dans les années 1990, après le démembrement de la Yougoslavie. Les linguistes qui y travaillent cherchent à différencier son standard des autres surtout en recommandant les synonymes d’origine turque, arabe et persane qui existent dans la langue pour les mots d’origine slave. Comme les autres variétés de la langue commune, le bosnien aussi est langue officielle, avec l’appellation « langue bosnienne ».

## Controverses autour de l’existence et de l’appellation de la langue bosnienne
Certains linguistes, surtout serbes mais aussi croates, ne prennent pas en compte une langue qu’on puisse appeler « bosnienne ». Le linguiste serbe Pavle Ivić, par exemple, affirme que « la langue parlée par les Serbes est le plus souvent appelée serbo-croate dans la science. Elle est utilisée, en dehors des Serbes, par les Croates et les Musulmans de Bosnie-Herzégovine. […] Cette langue est appelée croate par les Croates et serbe par les Serbes. » Selon la linguiste croate Snježana Kordić, on ne peut parler de manière scientifique que d’une langue unitaire serbo-croate (avec cette appellation traditionnellement adoptée par les milieux académiques), indépendamment de la façon dont l’appellent ses locuteurs, ou du fait que, pour des raisons nationalistes, on parle de quatre langues différentes.
La notion de langue bosnienne a été reprise après le démembrement de la Yougoslavie et la formation de l’État indépendant de Bosnie-Herzégovine. L’un des arguments de ceux qui la soutiennent est qu’elle a déjà existé au Moyen Âge. Elle se référait à la langue slave du sud parlée par tous les habitants de la Bosnie et de l'Herzégovine et on l’a utilisée avec des interruptions jusqu’à la standardisation du serbo-croate, lorsqu’on a considéré que les Bosniaques musulmans aussi parlaient cette langue. Ils ne nient pas que les Bosniaques, les Serbes et les Croates ont une langue commune, mais les Serbes l’appellent « serbe » et les Croates « croate », des standards à part existant pour ceux-ci. C’est pourquoi un autre argument des Bosniaques est que, n’étant ni Serbes ni Croates, eux aussi ont le droit d’appeler leur langue à leur manière, ce qui donne selon eux « bosnien », et ils entendent par cela « la langue des Bosniaques et de tous ceux qui la ressentent comme leur avec cette appellation ».
L’appellation de la langue met devant un dilemme les autorités de Bosnie-Herzégovine, ce qui se reflète, par exemple, dans les documents du système de l’enseignement public, dans lesquels on utilise en tant que nom de discipline parfois bosanski jezik « langue bosnienne », d’autres fois bosanski, hrvatski, srpski jezik (abrégé BHS jezik ou B/H/S jezik) « langue bosnienne, croate, serbe ».
Parmi les linguistes non bosniaques qui ont désormais accepté l’idée de quatre standards différents, il y en a qui contestent le nom que les linguistes bosniaques (de religion musulmane ou sans religion mais à ascendance musulmane) donnent à leur langue, bosanski jezik « bosnien », terme en relation avec le nom Bosanac « Bosnien ». Ce terme est utilisé également par les Serbes de Bosnie-Herzégovine pour s’auto-identifier, à côté du mot Srbin « Serbe », c’est pourquoi, selon eux, on ne peut appeler cette langue que bošnjački, terme dérivé de l’ethnonyme Bošnjak « Bosniaque », appliqué seulement aux Musulmans. Les organisations internationales, elles, ont adopté en anglais le terme Bosnian language correspondant à bosanski jezik.

## Répartition géographique et statut
Il n’y a pas de données exactes sur le nombre de Bosniaques ni de locuteurs de bosnien. Le nombre de Bosniaques dans le monde est estimé à 1 516 790 par Ethnologue mais, en additionnant les données des recensements, on arrive à 2,2 millions, sans compter la diaspora bosniaque. Même concernant la Bosnie-Herzégovine il n’y a que des estimations. En Serbie, au Monténégro, en Croatie, en Macédoine du Nord et au Kosovo, ils sont présents dans les statistiques des recensements. Parmi ces pays, en Serbie et au Monténégro on indique séparément le nombre de personnes d’ethnie bosniaque et de personnes d’« ethnie musulmane ». Le nombre de locuteurs de bosnien apparaît dans les statistiques de Serbie, du Monténégro et de Croatie, et il y a des différences parfois notables entre ces données et celles concernant l’ethnie, ce qui dénote qu’il y a des Bosniaques qui ont déclaré le serbe ou le croate comme langue maternelle.
| Pays               | Nombre de personnes | Statut des personnes           |
| ------------------ | ------------------- | ------------------------------ |
| Bosnie-Herzégovine | 1 871 654           | d’ethnie bosniaque             |
| Serbie             | 145 278             | d’ethnie bosniaque             |
| Serbie             | 22 755              | d’ethnie musulmane             |
| Serbie             | 138 871             | de langue maternelle bosniaque |
| Monténégro         | 53 605              | d’ethnie bosniaque             |
| Monténégro         | 33 077              | de langue maternelle bosnienne |
| Monténégro         | 19 906              | de langue maternelle bosniaque |
| Croatie            | 31 479              | d’ethnie bosniaque             |
| Croatie            | 16 856              | de langue maternelle bosnienne |
| Slovénie           | 21 542              | d’ethnie bosniaque             |
| Slovénie           | 10 467              | d’ethnie musulmane             |
| Macédoine du Nord  | 17 018              | d’ethnie bosniaque             |
| Kosovo             | 32 430              | locuteurs de bosnien           |

En nombre inconnu, il y a aussi des Bosniaques vivant en émigration. La plupart sont partis en Turquie vers la fin du XIXe siècle et surtout vers le milieu du XXe siècle.
Le bosnien a des statuts officiels de différents niveaux dans quelques pays :
- En Bosnie-Herzégovine il est langue officielle.
- Au Monténégro, le bosnien est appelé « d’usage officiel local »[31].
- En Serbie également il est d’usage officiel dans les localités où au moins 15 % de la population est bosniaque[32]. C’est le cas dans le Sandžak.
- Au Kosovo, et Macédoine du nord,le bosnien est « langue officielle au niveau municipal à tous les niveaux prévus par la loi »[33].

En Serbie et au Monténégro, le bosnien est une langue minoritaire reconnue dans un autre sens aussi, étant inscrit dans les documents de ratification par ces pays de la Charte européenne des langues régionales ou minoritaires.

## Histoire externe
Les débuts de la langue bosnienne sont liés à l’existence de la Bosnie en tant qu’État pratiquement indépendant, bien que vassal du Royaume de Hongrie, de 1154 à 1463, quand elle a été conquise par les Ottomans et incorporée dans leur empire.
L’un des documents les plus anciens écrits dans la langue des Slaves du Sud est un accord commercial entre la Bosnie et Dubrovnik, datant de 1189, écrit par le prince régnant de Bosnie, le ban Kulin. C’est considéré comme la charte de l’existence étatique de la Bosnie et, en même temps, comme la première attestation documentaire de la langue bosnienne. Ce document, comme de nombreux ultérieurs, était écrit avec un alphabet appelé bosančica, dérivé de l’alphabet cyrillique. On suppose que l’écriture bosančica date du Xe siècle ou du XIe siècle. Elle a été utilisée jusqu’au XVIIe siècle, ayant une variante pour les documents officiels et une autre, cursive, pour l’écriture plus rapide.

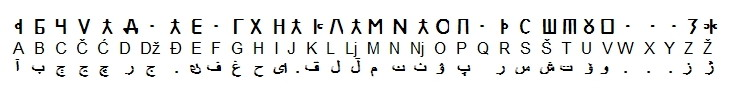
Les alphabets utilisés pour le bosnien : bosančica (en haut), arabe (en bas) et latin moderne

Au début de la période ottomane, qui a duré jusqu’en 1878, une grande partie de la population de la Bosnie, patarins, catholiques et orthodoxes, est devenue musulmane, ce qui a fortement influencé la culture de cette population et, dans une certaine mesure, sa langue aussi. L’écriture bosančica cursive a continué dans deux variantes, l’une appelée manastirska « de monastère », utilisée par les moines franciscains, et l’autre, nommée begovica « celle des bey, employée par l’élite musulmane. En parallèle, on a aussi utilisé l’alphabet arabe adapté à l’écriture du bosnien.
Les lettrés musulmans écrivaient des ouvrages religieux et scientifiques en arabe, des œuvres littéraires en persan et aussi, dans une moindre mesure, en turc, les documents officiels étant rédigés en turc également. Dans le même temps, pendant trois siècles et demie il a existé une littérature en bosnien écrit avec l’alphabet arabe, consistant surtout en poèmes religieux, mais aussi en œuvres inspirées de la littérature orale du peuple. L’un des représentants importants de cette littérature était Muhamed Hevaji Uskufi, qui est aussi l’auteur du premier travail lexicographique bosnien, un glossaire bosnien-turc rimé, datant de 1631.

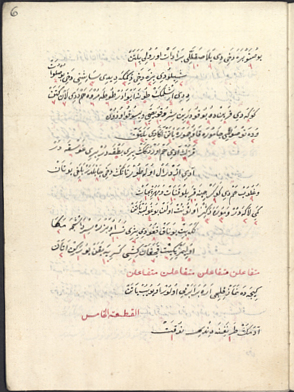
Le glossaire bosnien-turc de Muhamed Hevaji Uskufi (1631)

1878 est l’année de début de la domination de l’Empire Austro-Hongrois sur la Bosnie-Herzégovine. C’est alors qu’on a entrepris de manière systématique les premières tentatives de créer une nationalité bosniaque et, en parallèle, de standardiser le bosnien. Par exemple, une grammaire du bosnien est paru en 1890. Les écrivains de cette période, groupés sous la dénomination de « Renaissance bosniaque » (les poètes Safvet-beg Bašagić et Musa Ćazim Ćatić, le conteur Edhem Mulabdić, etc.) écrivaient dans une langue plus proche du croate que du serbe. À cette époque, c’est l’alphabet latin employé pour le croate qui s’est généralisé pour le bosnien aussi.

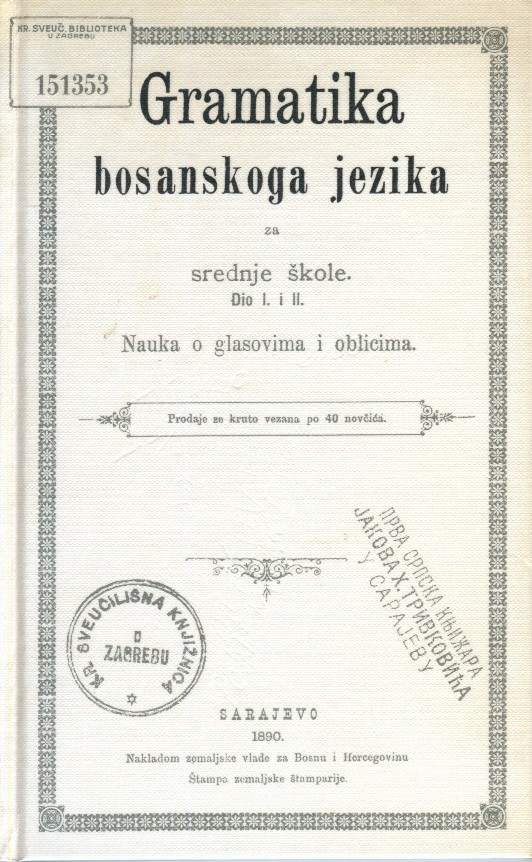
Grammaire du bosnien de 1890

Après la Première Guerre mondiale, à l’époque yougoslave, les Bosniaques n’ont pas été considérés comme une narod « nation » à part, comme l’étaient les Serbes et les Croates, jusqu’en 1971. Alors on leur a attribué ce statut sous le nom de Muslimani, mais officiellement, leur langue aussi était le serbo-croate. À partir des années 1970, dans un contexte où des intellectuels croates commençaient à mettre en question l’idée de langue serbo-croate, chez des intellectuels bosniaques aussi on a vu apparaître la revendication de certaines spécificités liées à la tradition culturelle musulmane.
Après la dissolution de la Yougoslavie et la création de l’État de Bosnie-Herzégovine, le bosnien est devenu langue officielle et on a entrepris des actions pour sa standardisation. L’écriture du bosnien avec l’alphabet latin est même devenue officielle conformément à la constitution de la fédération de Bosnie-et-Herzégovine.

### La dénomination «langue bosnienne»
L’un des arguments de ceux qui considèrent le bosnien comme une langue à part est l’utilisation de la dénomination bosanski jezik au cours de l’histoire. En effet, elle a longtemps été utilisée pour la langue parlée par la population de l’actuelle Bosnie-Herzégovine, puis abandonnée pendant quelque temps, pour réapparaître, redisparaître et réapparaître de nouveau.
On trouve une attestation de ce terme par exemple dans l’ouvrage Histoire des langues écrites du voyageur bulgare Constantin Philosophe, datant entre 1423 et 1426. Un autre document, de 1436, mentionne un duc de la région de Kotor qui amena une jeune fille décrite comme « une femme bosniaque, hérétique, appelée en langue bosnienne Djevena »,. Les lettrés bosniaques qui écrivaient en d’autres langues affirmaient que leur langue maternelle était le bosnien. Les lettrés catholiques aussi utilisaient cette dénomination. On en voit un exemple sur la page de titre d’un manuel scolaire de calcul de 1827, traduit du latin par un moine franciscain.

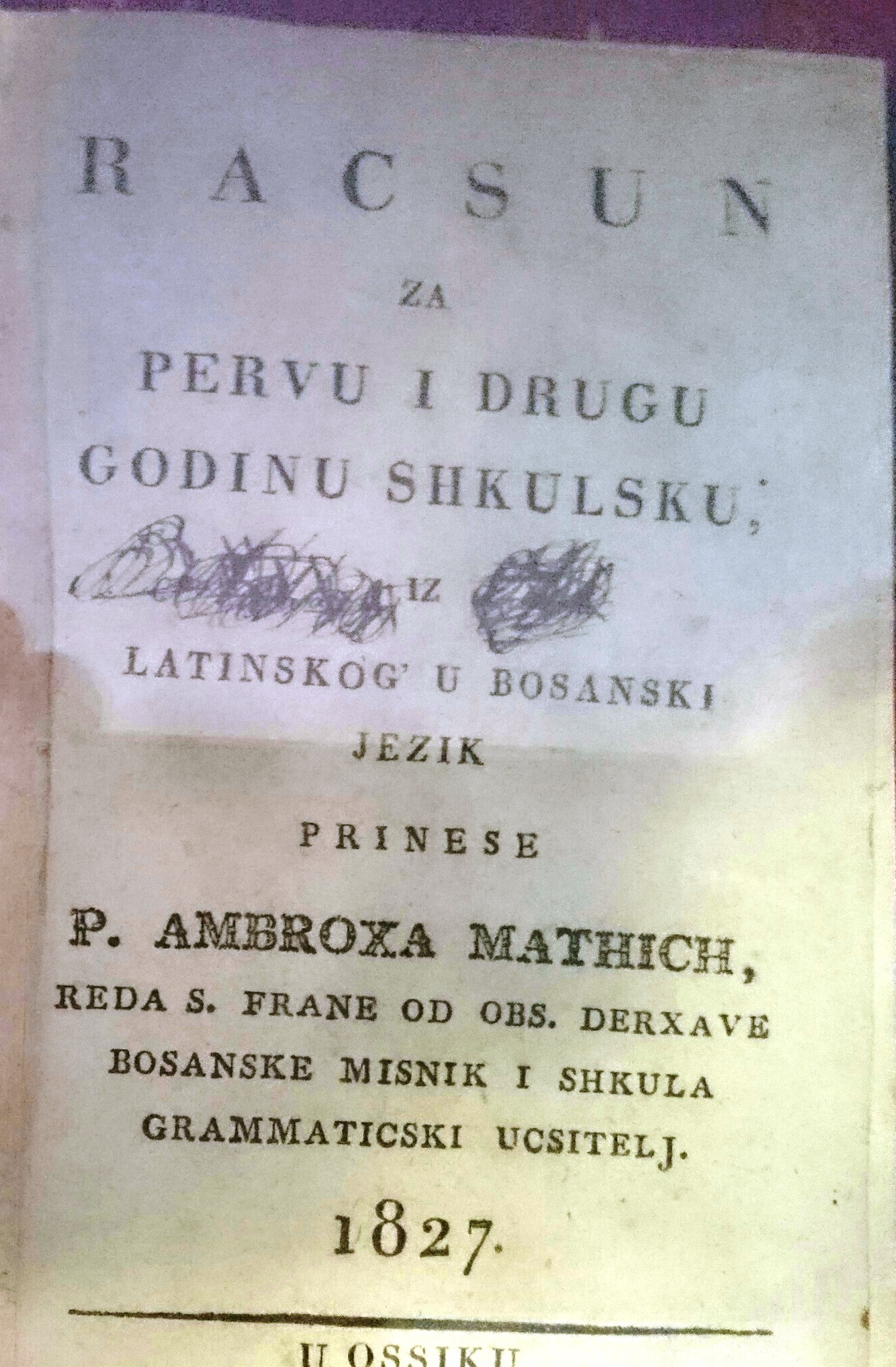
Manuel de calcul de 1827

Vers le milieu du XIXe siècle, quand l’idée yougoslave est apparue et celle de la standardisation de la langue commune des Bosniaques, des Croates, des Serbes et des Monténégrins, le terme « langue bosnienne » a été abandonné. Il a été repris et utilisé systématiquement dans la période de la domination austro-hongroise, puis réabandonné à l’époque de la première Yougoslavie et de la Yougoslavie communiste, pour être de nouveau employé à partir des années 1990.

## Particularités du bosnien par rapport au serbe et au croate
L’idée de langue bosnienne a amené celle de la nécessité de sa standardisation en une forme qui l’individualise autant que possible par rapport au serbe et au croate. La standardisation n’est pas achevée, étant un processus complexe à cause de certaines divergences entre linguistes concernant les particularités du bosnien à introduire dans le standard, ainsi que du manque de coordination dans leur activité. Il y a aussi une opinion selon laquelle la réalité de l’usage de la langue, qui ne tient pas compte des standards, est négligée, et que certains linguistes se rendent coupables d’un purisme injustifié lors de l’élaboration du standard.
Généralement, les traits structurels (phonologiques, morphologiques et syntaxiques) du bosnien sont communs avec le croate, avec le serbe ou avec les deux, tous les trois étant basés sur le dialecte chtokavien du diasystème slave du centre-sud. La standardisation du bosnien se fait à partir de l’usage langagier des Bosniaques. Damir Mustabašić constate que par rapport au serbe et au croate, c’est cet usage qui est le plus proche du serbo-croate.
Selon le linguiste Dževad Jahić, on peut considérer comme des particularités bosniennes:
- des traits dialectaux, ceux des parlers chtokaviens de Bosnie-Herzégovine (notés ci-après par P) ;
- des traits du registre familier des Bosniaques (F) ;
- des traits de la langue littéraire des écrivains bosniaques (L) ;
- des traits communs aux Bosniaques en général (C).

### Phonétique et prosodie
Seraient typiquement bosniens les traits phonétiques suivants :
- (C) La consonne [h] est fréquente, conservée dans les mots d’origine arabe en très grande majorité, perse et turque en moindre mesure, contrairement au serbe et au croate qui l’ont perdue dans les mêmes mots. Les Bosniaques l’introduisent dans des mots slaves aussi. Exemples :

mahrama « foulard » (mot turc d'origine arabe), (sr + hr) marama ;
hudovica « veuve » (mot slave), (sr + hr) udovica ;
hrvati se « se battre » (mot slave), (sr + hr) rvati se ;
mehko « mollement » (adverbe) (mot slave), (sr + hr) .
- (P, F) On ne prononce pas deux consonnes affriquées : č (réduite à ć) et dž (réduite à đ) :

ćetiri « quatre », (sr + hr) četiri ;
đemper « pull », (sr + hr) džemper.
- (P, L) Les consonnes géminées des mots orientaux sont conservées : Allah, Muhammed.
- (P) Les groupes de consonnes dn, dnj et dl se réduisent à la deuxième consonne, qui peut ou non devenir géminée :

glan(n)a « affamée », (sr + hr) gladna ;
zanj(nj)i « de derrière », (sr + hr) zadnji ;
ol(l)eti « (il/elle) s’envole », (sr + hr) odleti.
- (P) Le groupe št devient šć: kliješća « pince », (sr) klešta, (hr) kliješta[46].
- (P) Il y a des formes non palatalisées par rapport à leurs variantes serbes et croates :

pojti « partir », (sr + hr) poći ;
dojde « (il/elle) vient », (sr + hr) dođe.
En prosodie, on remarque les phénomènes suivants :
- (C) Dans les syntagmes à préposition, le passage de l’accent sur la préposition est plus fréquent en bosnien qu’en serbe et en croate : u Bosni « en Bosnie » prononcé ['ubosni] au lieu de (sr + hr) [u'bosni][47].
- (C) Les voyelles posttoniques (situées après la syllabe accentuée) longues, prononcées autrefois comme telles dans tout le diasystème slave du centre-sud, se conservent en bosnien, par rapport au serbe et au croate, où elles ont tendance à se raccourcir :

momaka [mo'ma:ka:] « des gars » (génitif), (sr + hr) [mo'ma:ka] ;
pjeva [pjeva:] « (il/elle) chante », (sr) [peva] (hr) [pjeva].
- Les voyelles posttoniques brèves, surtout i et u, ont tendance à tomber : Zenca, (sr + hr) Zenica[47].

### Grammaire
(P, F) Dans le domaine de la déclinaison, on peut remarquer le génitif avec la préposition s au lieu de l’instrumental :
s vode « avec de l’eau », (sr + hr) s vodom ;
s nje « avec elle », (sr + hr) s njom.
Il y a certaines formes et utilisations spécifiques de pronoms, par exemple :
- (C) njojzi « à lui, à elle » (datif), (sr + hr) njoj ;
- (P, F) vȁs « tout » (adjectif indéfini), (sr + hr) sav ;
- l’utilisation du datif éthique du pronom personnel de la 1re personne du singulier : Kako si mi? « Comment vas-tu ? » (littéralement « Comment m’es-tu ? »)[48].

Dans le domaine du verbe :
- (P, F) la forme brève de l’infinitif utilisée non seulement pour former le futur, mais aussi indépendamment : radit « faire », (sr + hr) raditi ;
- (P, L) certaines formes au présent de l’indicatif : znadem « je sais », (sr + hr) znam ;
- (P, F) une forme spécifique du conditionnel passé utilisée pour exprimer une action fréquente : ja bih uradi « je faisais », (sr + hr) ja bih uradio ;
- l’utilisation du passé simple, nommé aorist dans les grammaires du diasystème, plus fréquente qu’en serbe et en croate : Odoh! « Je m’en vais ! », Rekoh ti ja! « Je te l’avais bien dit ! »[48].

(P, L) Des adverbes spécifiques :
namah « aussitôt », (sr + hr) odmah ;
vazda « toujours », (sr) uvek (hr) uvjek.

### Lexique
Il y a certaines particularités lexicales communes aux Bosniaques. La plus importante est la quantité d’emprunts au turc (certains arabes ou perses à l’origine) plus grande qu’en serbe et surtout qu’en croate. De tels mots sont, par exemple, zar « voile » (porté par les femmes musulmanes), avlija « cour », ćilim « tapis.
Les Bosniaques conservent aussi des mots slaves devenus archaïques en serbe et en croate :
hititi « jeter », (sr + hr) baciti ;
turiti « mettre », (sr + hr) staviti ;
dosle « jusque-là » (adverbe de temps), (sr + hr) dosada.
Selon le linguiste Ibrahim Čedić, les Bosniaques utilisent des mots en deux variantes, serbe et croate, et le standard bosnien devrait retenir les deux : (sr) takođe – (hr) također « aussi », (sr) intervenisati – (hr) intervenirati « intervenir », (sr) porodica – (hr) obitelj « famille ».

### Sources bibliographiques

#### Sur la langue commune
- (hr) Brozović, Dalibor, « Organska podloga hrvatskoga jezika » [« La base organique de la langue croate »], Hrvatski jezik (La langue croate), Zagreb, Institut za hrvatski jezik i jezikoslovlje, 1998 (consulté le 6 novembre 2019)
- (de) Bunčić, Daniel, « Die (Re-)Nationalisierung der serbokroatischen Standards » [« (Re)nationalisation des standards serbocroates »], Kempgen, Sebastian (dir.) Deutsche Beiträge zum 14. Internationalen Slavistenkongress, Ohrid, 2008 [« Participations allemandes au 14e Congrès international des slavistes, Ohrid, 2008 »], Munich, Otto Sagner, coll. Welt der Slaven, 2008, (OCLC 238795822), p. 89-102 (consulté le 6 novembre 2019)
- (en) Greenberg, Robert D., Language and Identity in the Balkans : Serbo-Croatian and its Disintegration] [« Langue et identité dans les Balkans : le serbo-croate et sa désintégration »], Oxford, Oxford University Press, 2004 ; en ligne : Introduction (consulté le 6 novembre 2019)
- (de) Gröschel, Bernhard, Das Serbokroatische zwischen Linguistik und Politik [« Le serbo-croate entre linguistique et politique »], Munich, Lincom Europa, coll. Studies in Slavic Linguistics, no 34, 2009,  (ISBN 978-3-929075-79-3), (OCLC 428012015) ; en ligne : Table des matières du livre (consulté le 6 novembre 2019)
- (en) Kloss, Heinz, « Abstand languages and Ausbau languages » [« Langues abstand et langues ausbau »], Anthropological Linguistics, vol. 9, no 7, 1967, p. 29–41 (consulté le 6 novembre 2019)
- Kordić, Snježana, « Le serbo-croate aujourd’hui : entre aspirations politiques et faits linguistiques » Revue des études slaves, vol. 75, no 1, 2004,  (ISSN 0080-2557), (OCLC 754207802), DOI 10.3406/SLAVE.2004.6860, p. 31-43 (consulté le 6 novembre 2019)
- (sh) Kordić, Snježana, « Policentrični standardni jezik » [« Langue standard pluricentrique »], Badurina, Lada, Pranjković, Ivo et Silić, Josip (dir.), Jezični varijeteti i nacionalni identiteti [« variétés de langue et identités nationales »], Zagreb, Disput, 2009,  (ISBN 978-953-260-054-4), (OCLC 437306433), p. 83-108 (consulté le 6 novembre 2019)
- (sh) Kordić, Snježana, Jezik i nacionalizam [« Langue et nationalisme »], Zagreb, Durieux, coll. Rotulus Universitas, 2010,  (ISBN 978-953-188-311-5), (OCLC 729837512), (LCCN 2011520778), DOI 10.2139/ssrn.3467646, (SUDOC 17473820X) (consulté le 6 novembre 2019)
- (hr) Lončarić, Mijo, « Odnosi među standardnim jezicima » [« Les relations entre langues standards »], Virtualni Časopis, Znanstveni institut Gradišćanskih Horvatov, 4 juin 2010 (première publication : 5 décembre 2007) (consulté le 6 novembre 2019)
- (hr) Matasović, Ranko, Uvod u poredbenu lingvistiku [« Introduction à la linguistique comparée »], Zagreb, Matica hrvatska, 2001
- (sh) Mørk, Henning, « Neka pragmatična zapažanja o postojanju srpskohrvatskog jezika jezika »] [« Quelques observations pragmatiques sur l’existence du serbo-croate »], Ostojić, Branislav (dir.), Jezička situacija u Crnoj Gori – norma i standardizacija: radovi sa međunarodnog naučnog skupa, Podgorica 24.-25.5.2007 [« La situation de la langue au Monténégro – norme et standartisation. Travaux du symposium international de Podgorica, 24–25 mai 2007 »], Podgorica, Académie monténégrine des sciences et des arts, 2008,  (ISBN 978-86-7215-207-4), (OCLC 318462699)
- (en) Mønnesland, Svein, « Emerging Literary Standards and nationalism. The disintegration of Serbo-Croatian » [« Standards littéraires émergents. Désintégration du serbo-croate »], Actas do I simposio internacional sobre o bilingüismo, Vigo, Université de Vigo, 1997, p. 1103–1113 (consulté le 6 novembre 2019)
- (en) Nuorluoto, Juhani « The Notion of Diasystem in the Central South Slavic Linguistic Area » [« La notion de diasystème dans l’aire linguistique slave du centre-sud »], communication à Methods XI, XIe conférence internationale sur les méthodes en dialectologie, Université de Joensuu, Finlande, 5-9 août 2002 ; en ligne : résumé (consulté le 6 novembre 2019)
- (en) Šipka, Danko, Lexical layers of identity in Slavic Languages [« Couches lexicales de l’identité dans les langues slaves »], New York, Cambridge University Press, 2019,  (ISBN 978-953-313-086-6), (OCLC 1061308790), (LCCN 2018048005), DOI 10.1017/9781108685795
- Thomas, Louis, « L’intraduisible du BCMS », Artyushkina, Olga et Zaremba, Charles (dir.), Propos sur l'intraduisible, nouvelle édition [en ligne], Aix-en-Provence, Presses universitaires de Provence, 2018,  (ISBN 9791036523830)
- (de) Zanelli, Aldo, Eine Analyse der Metaphern in der kroatischen Linguistikfachzeitschrift Jezik von 1991 bis 1997 [« Analyse des métaphores dans la revue linguistique croate Jezik de 1991 à 1997 »], Hamburg, Dr. Kovač, coll. « Studien zur Slavistik », no 41, 2018,  (ISBN 978-3-8300-9773-0), (OCLC 1023608613), p. 20-21

#### Sur le bosnien
- (bs) Halilović, Senahid, Bosanski jezik [« La langue bosnienne »], Baština, Sarajevo, 1998
- (bs) Halilović, Senahid, Pravopis bosanskoga jezika [« Orthographe de la langue bosnienne »], Preporod, Sarajevo, 1996 (consulté le 6 novembre 2019)
- (bs) Isaković, Alija, Rječnik karakteristične leksike u bosanskome jeziku [« Dictionnaire du lexique spécifique de la langue bosnienne »], Wuppertal, Bambi, 1993
- (bs) Jahić, Dževad A., Bosanski jezik u 100 pitanja i 100 odgovora [« Le bosnien en 100 questions et 100 réponses »], Sarajevo, Ljiljan, 1999 (consulté le 6 novembre 2019)
- (bs) Jahić, Dževad, Gramatika bosanskoga jezika [« Grammaire de la langue bosnienne »], Dom štampe, Zenica, 2000
- (bs) Mustabašić, Damir, Bošnjački pogledi na odnose između bosanskog/bošnjačkog, hrvatskog i srpskog jezika: opšti/opći aspekti, fonetika, fonologija, prozodija [« Points de vue sur les relations entre bosnien/bosniaque, croate et serbe »], présentation à l’Institut de slavistique de l’Université de Graz (Autriche), 06.12.2011 (consulté le 6 novembre 2019)
- (bs) Povelja o bosanskom jeziku [« Charte de la langue bosnienne »], 2002 (consulté le 6 novembre 2019)
- (bs) Selimović, Amila, « Glavna pitanja bosanskog jezika » [« Problèmes principaux de la langue bosnienne »], Školegium, revue en ligne de pratique scolaire, 19.03.2015 (consulté le 6 novembre 2019)
- (bs) Ustamujić, Elbisa, « Bosanski jezik – povijesna paradigma kontinuiteta kulturne i nacionalne samobitnosti Bošnjaka » [« Le bosnien – paradigme historique de la continuité de la spécificité culturelle et nationale des Bosniaques »], s.a. (consulté le 6 novembre 2019)